# Chrysler Pacifica (2016)
Chrysler Pacifica – samochód osobowy typu minivan klasy wyższej produkowany pod amerykańską marką Chrysler od 2016 roku.

## Historia i opis modelu

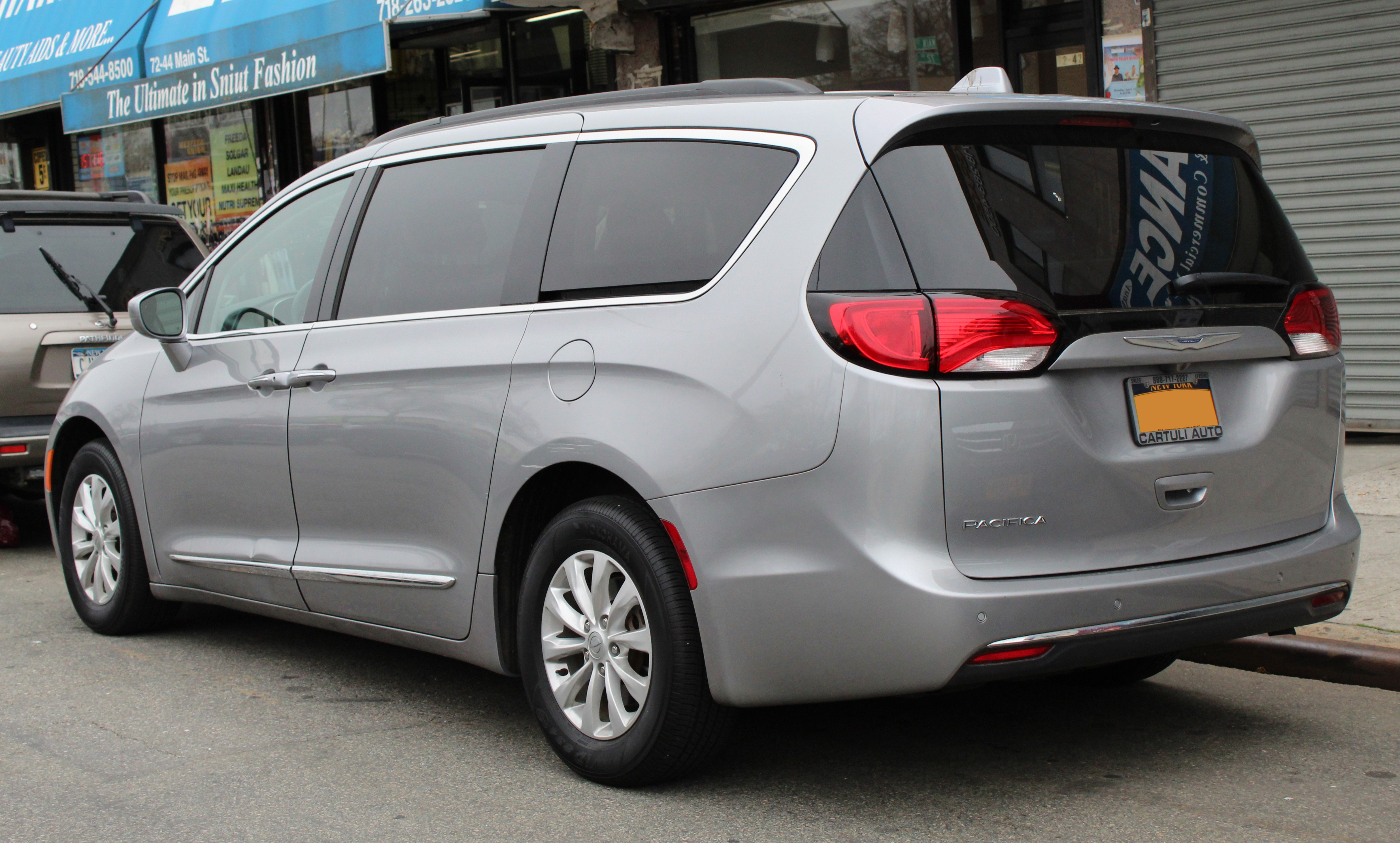
Chrysler Pacifica - tył

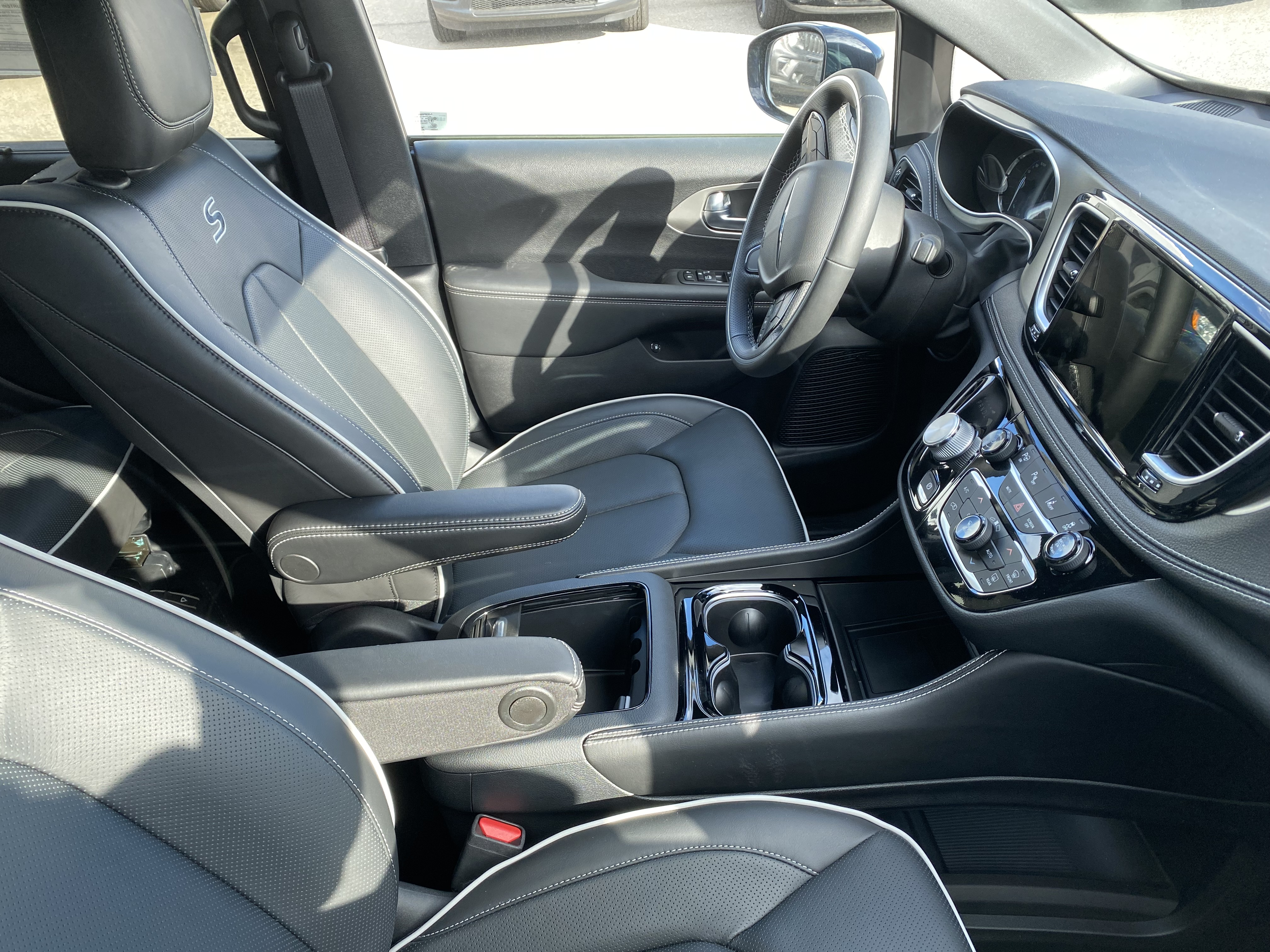
Chrysler Pacifica - kabina pasażerska

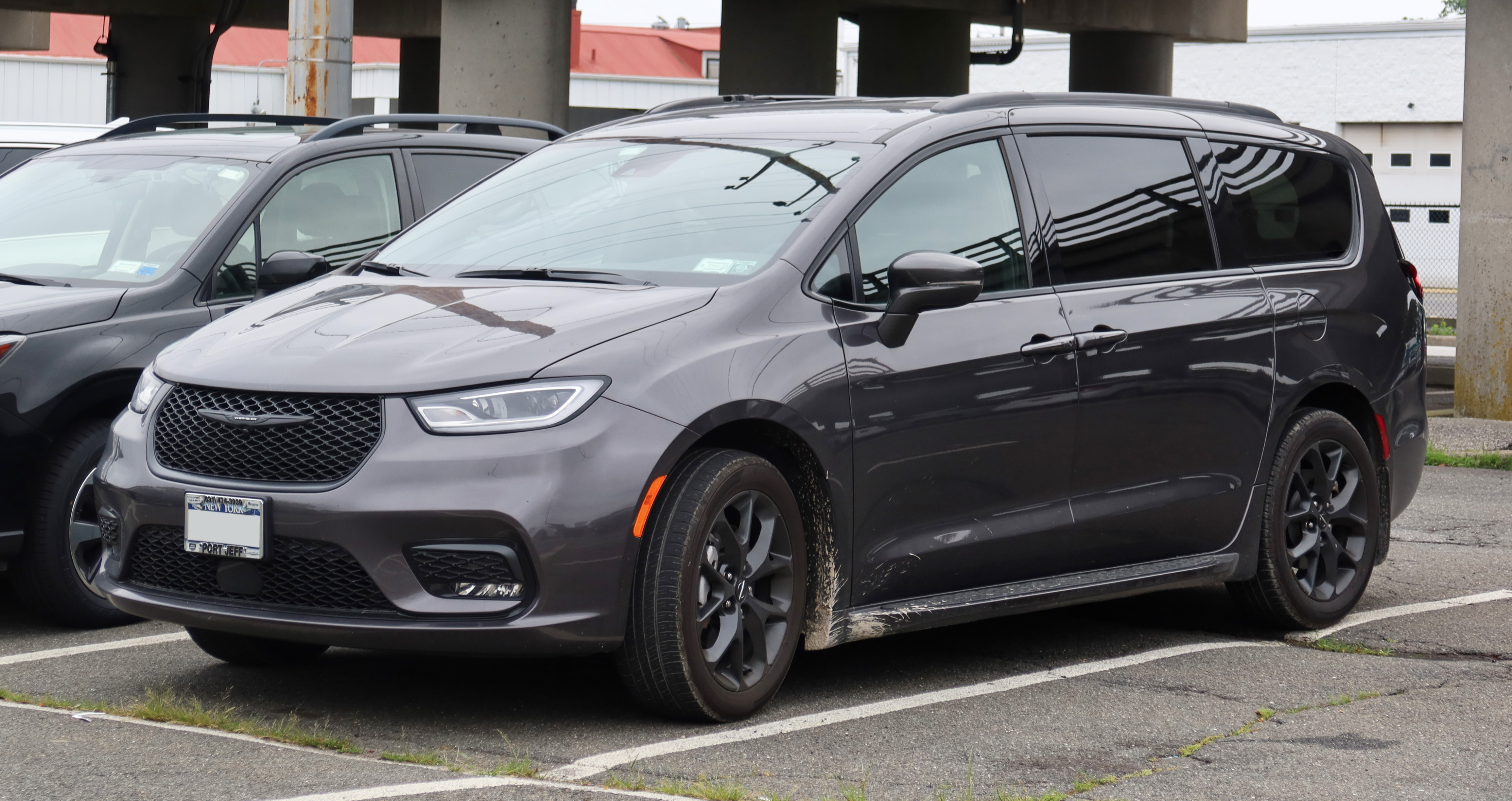
Chrysler Pacifica po liftingu

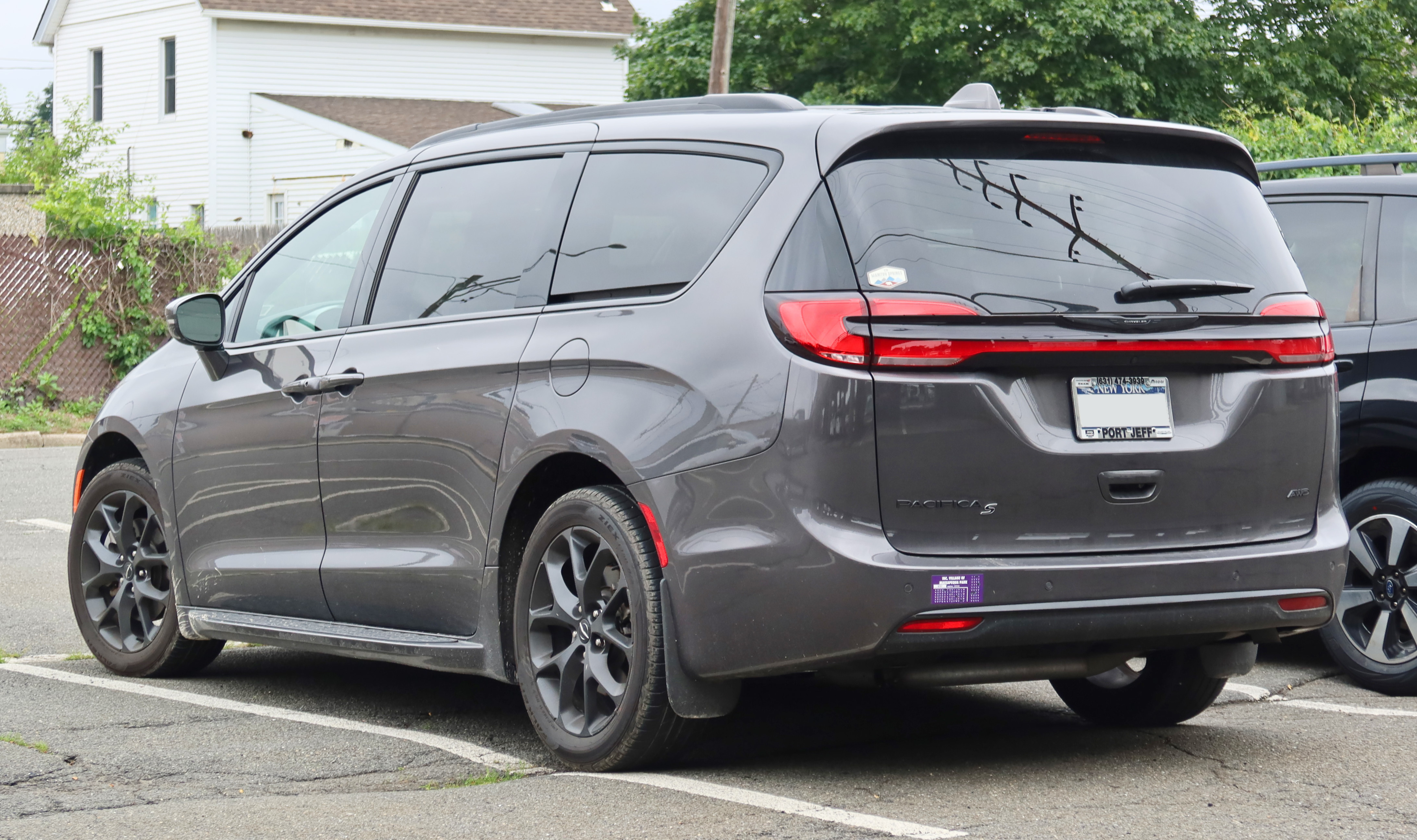
Chrysler Pacifica - tył po liftingu

W czerwcu 2013 roku Chrysler poinformował, że przygotowuje się do produkcji nowej generacji minivana Town & Country w fabryce Windsor Assembly Plant, której produkcja ma rozpocząć się w 2015 roku.
W 2015 roku prezes ówczesnego koncernu Fiat Chrysler Automobiles Sergio Marchionne ogłosił, że zainwestuje 2 mld USD w budowę nowego minivana i przeprowadzi remont fabryki Windsor Assembly Plant, aby ułatwić jego produkcję. Harmonogram planów firmy ujawnił, że produkcja nowego Town & Country rozpocznie się w lutym 2016 roku. Poinformowano również, że produkcja poprzednika będzie kontynuowana do 2017 roku, a poprzednik będzie pełnił w gamie tańszą alternatywę dla nowego modelu.
Nowy model zadebiutował 11 stycznia 2016 roku, podczas North American International Auto Show. Samochód otrzymał względem poprzednika nową nazwę, ponieważ producent chciał odróżnić samochód od poprzednich generacji. Względem poprzedniej generacji został zastosowany nowy projekt o sportowym wyglądzie zainspirowanym crossoverami. 7 listopada 2017 roku Waymo ogłosił, że rozpoczął na amerykańskich drogach testowanie samochodów bez kierowcy, zbudowanych na bazie Chryslera Pacifica. W czerwcu 2020 roku zadebiutowała wersja pojazdu wyposażona w napęd AWD.
Na pokładzie pojazdu znalazło się miejsce dla systemu multimedialnego Uconnect z 8,4-calowym ekranem dotykowym. Za dopłatą można dokupić dwa 10-calowe ekrany z tyłu. Pacifica jest wyposażona w wiele dużych schowków i sprytnych uchwytów np. na siatki z zakupami. Tylne siedzenia możemy złożyć w systemie Stow'n'Go, dzięki czemu fotele trzeciego i drugiego rzędu chowają się w podłodze. Otrzymana przestrzeń załadunkowa wynosi 3978 l i ma płaską podłogę.
Nową Pacificę można wyposażyć w wiele systemów i asystentów wspomagających kierowcę. Podczas pierwszej prezentacji wymieniono np. inteligentny tempomat, system kamer monitorujących otoczenie minivana (360 stopni), asystenta parkowania czy system awaryjnego hamowania. Na liście opcji znalazł się nawet odkurzacz.

### Pacifica Hybrid
W 2017 roku do produkcji trafiła wersja Pacifica Hybrid z układem hybrydowym typu plug-in, który będzie pierwszym tego typu samochodem w USA. Samochód umożliwia przejechanie nawet 53 km w trybie elektryczny, wykorzystuje 16-kWh akumulator litowo-jonowy. Akumulator można w pełni naładować w 2 godziny, za pomocą sieci 240 volt.

### Voyager
Pod koniec czerwca 2019 roku Chrysler ogłosił, że po 3 latach przerwy przywróci do użytku nazwę Voyager, która używana będzie dla podstawowych, ubożej wyposażeniowych wariantów modelu – „L” i „LX”. Tańsze warianty Pacifiki oferowane są tym samym od połowy 2019 roku jako szósta generacja Voyagera.

### Lifting
W lutym 2020 roku podczas Chicago Auto Show Chrysler zaprezentował Pacifikę po gruntownej modernizacji. W jej ramach samochód zyskał zupełnie nowy wygląd pasa przedniego, z innym kształtem reflektorów i większą atrapą chłodnicy z niżej ulokowanym logo producenta. Ponadto zmienił się też kształt zderzaków, tylne lampy zostały połączone pasem biegnącym przez szerokość klapy bagażnika, a w środku pojawił się większy ekran dotykowy.

### Silniki
- V6 3.6l Pentastar
- V6 3.6l Hybrid